# Аникино (Пермский район)
Аникино — деревня в Пермском районе Пермского края. Входит в состав Култаевского сельского поселения.

## Географическое положение
Расположена на берегах реки Сарабаиха примерно в 2,5 км к западу от административного центра поселения, села Култаево, и в 26 км к юго-западу от центра города Перми.

## Население
| 2010 |
| ---- |
| 28   |

## Улицы[2]
- Дальняя ул.
- Новодворская ул.
- Новосельская ул.
- Речная ул.
- Тополиная ул.
- Узкий пер.

## Топографические карты
- Лист карты O-40-76 Юго-камский. Масштаб: 1 : 100 000. Состояние местности на 1983 год. Издание 1984 г.